# How to Get Away with Murder
How to Get Away with Murder är en amerikansk TV-serie skapad av Peter Nowalk och producerad av Shonda Rhimes. Serien hade premiär 25 september 2014 på ABC.
I Sverige började serien sändas på kanal 5 den 15 oktober 2014. Den andra säsongen börjar sändas på kanal 11 den 21 mars 2016.

## Rollista

### Huvudroller
- Viola Davis – Annalise Keating
- Billy Brown – Nate Lahey
- Alfred Enoch –  Wes Gibbins
- Jack Falahee – Connor Walsh
- Aja Naomi King – Michaela Pratt
- Matt McGorry – Asher Millstone
- Karla Souza – Laurel Castillo
- Charlie Weber – Frank Delfino
- Liza Weil – Bonnie Winterbottom
- Katie Findlay – Rebecca Sutter

### Återkommande roller
- Tom Verica – Sam Keating
- Conrad Ricamora – Oliver Hampton
- John Posey – William Millstone
- Megan West – Lila Stangard (säsong 1)
- Alysia Reiner – Wendy Parks (säsong 1)
- Lenny Platt – Griffin O'Reilly (säsong 1)
- Elliot Knight – Aiden Walker (säsong 1)
- Lynn Whitfield – Mary Walker (säsong 1)
- Arjun Gupta – Kan (säsong 1)
- April Parker Jones – Claire Bryce (säsong 1)
- Marcia Gay Harden – Hannah Keating (säsong 1)
- Sarah Burns – Emily Sinclair (säsong 2)
- Cicely Tyson – Ophelia Hartness (säsong 2)
- Famke Janssen – Eve Rothlo (säsong 2)
- Kendrick Sampson – Caleb Hapstall (säsong 2)
- Amy Okuda – Catherine Hapstall (säsong 2)
- Matt Cohen – Levi Wescott (säsong 2)
- Jefferson White – Philip Jessup (säsong 2)
- Kelsey Scott – Rose Edmond (säsong 2)